# Glen Robinson (water-polo)
Pour les articles homonymes, voir Robinson.
Glen Robinson, né le 26 janvier 1989 à Kendal, est un joueur britannique de water-polo.
Aux Jeux olympiques d'été de 2012, il a concouru pour l'équipe nationale de water-polo masculine de Grande-Bretagne dans l'épreuve masculine . Il mesure 6,17 pieds (1,88 mètres) de hauteur. 